# Prosotas formosana
Prosotas formosana är en fjärilsart som beskrevs av Hans Fruhstorfer 1916. Prosotas formosana ingår i släktet Prosotas och familjen juvelvingar. Inga underarter finns listade i Catalogue of Life.